# Rodrigo de Olivera
Rodrigo de Olivera, vollständiger Name Rodrigo de Olivera Donado, (* 20. Dezember 1994 in Montevideo) ist ein uruguayischer Fußballspieler.

## Karriere
Der 1,80 Meter große Offensivakteur de Olivera stand mindestens seit der Apertura 2012 im Erstligakader des Danubio FC. Er debütierte dort am 3. November 2012 in der Primera División, als er von Trainer Juan Ramón Carrasco beim 2:2-Unentschieden gegen den Racing Club de Montevideo in der 66. Spielminute für José Pablo Varela eingewechselt wurde und bereits eine Minute später sein erstes Ligator erzielte. In der Saison 2012/13 bestritt er insgesamt zwei Erstligaspiele (ein Tor). Anschließend sind keine weiteren Profieinsätze für den Klubs aus Montevideo verzeichnet. Mitte Januar 2015 schloss er sich den Montevideo Wanderers an. In der Spielzeit 2015/16 absolvierte er elf Erstligapartien und traf dreimal ins gegnerische Tor. Während der Saison 2016 kam er dreimal (kein Tor) in der Liga und zweimal (kein Tor) in der Copa Sudamericana 2016 zum Einsatz. Anfang Februar 2017 wurde er an den Zweitligisten Villa Española ausgeliehen, bei dem er in zehn Ligaspielen (ein Tor) auflief. Ende Juli 2017 kehrte er zu den Wanderers zurück.